# Prix Ray-Bradbury
Le prix Ray-Bradbury (en anglais Bradbury Award, ou officiellement The Ray Bradbury Award for Outstanding Dramatic Presentation) est décerné par le Science Fiction and Fantasy Writers of America à un scénario d'œuvre dramatique de science-fiction (présenté au cinéma, à la télévision, sur Internet, à la radio ou au théâtre). Il porte le nom du célèbre auteur de science fiction américain Ray Bradbury.
Attribué pour la première fois en 1992 au réalisateur canadien James Cameron pour Terminator 2 : Le Jugement dernier, il a ensuite été remis seulement en 1999 (à Joseph Michael Straczynski, pour la série télévisée Babylon 5) et en 2001 (à Yuri Rasovsky et Harlan Ellison, pour l'anthologie de pièces de théâtre 2000X).
En 2008, il change légèrement de vocation. Il est remis à Joss Whedon, non pas pour une œuvre en particulier, mais plutôt pour l'ensemble de son œuvre.
En 2009, le prix Nebula du meilleur scénario, qui existait depuis 1973, est supprimé et est remplacé, lors de la distribution des prix Nebula, par le prix Ray-Bradbury, même s'il ne fait pas officiellement partie des prix Nebula.

## Palmarès
Les gagnants sont cités en premier, suivis par les autres œuvres nommées.

### Années 1990

#### 1991
Terminator 2 : Le Jugement dernier par James Cameron

#### 1998
Babylon 5 par Joseph Michael Straczynski

### Années 2000
| Sommaire : | - Haut - 2000 - 2008 - 2009 |

#### 2000
2000X – Tales of the Next Millennia par Yuri Rasovsky et Harlan Ellison

#### 2008
Joss Whedon

#### 2009
District 9 par Neill Blomkamp et Terri Tatchell
- Star Trek par Roberto Orci et Alex Kurtzman
- Avatar par James Cameron
- Moon par Duncan Jones et Nathan Parker
- Là-haut par Bob Peterson, Peter Docter et Thomas McCarthy
- Coraline par Henry Selick

### Années 2010
| Sommaire : | - Haut - 2010 - 2011 - 2012 - 2013 - 2014 - 2015 - 2016 - 2017 - 2018 - 2019 |

#### 2010
Inception par Christopher Nolan (scénariste et metteur en scène)
- Moi, moche et méchant par Ken Daurio et Cinco Paul (scénariste), Sergio Pablos (histoire), Pierre Coffin et Chris Renaud (metteurs en scène)
- L'épisode Vincent et le Docteur de la série télévisée Doctor Who par Richard Curtis (scénariste), Jonny Campbell (metteur en scène)
- Dragons par William Davies, Dean DeBlois et Chris Sanders (scénaristes), Dean DeBlois et Chris Sanders (metteurs en scène)
- Scott Pilgrim par Michael Bacall et Edgar Wright (scénaristes), Edgar Wright (metteur en scène)
- Toy Story 3 par Michael Arndt (scénariste), John Lasseter, Andrew Stanton et Lee Unkrich (histoire), Lee Unkrich (metteur en scène)

#### 2011
L'épisode L'Âme du TARDIS de la série télévisée Doctor Who par Neil Gaiman (scénariste), Richard Clark (metteur en scène)
- Attack the Block par Joe Cornish (scénariste et metteur en scène)
- Captain America: First Avenger par Christopher Markus, Stephen McFeely (scénaristes), Joe Johnston (metteur en scène)
- Hugo Cabret par John Logan (scénariste), Martin Scorsese (metteur en scène)
- Minuit à Paris par Woody Allen (scénariste et metteur en scène)
- Source Code par Ben Ripley (scénariste), Duncan Jones (metteur en scène)
- L'Agence par George Nolfi (scénariste et metteur en scène)

#### 2012
Les Bêtes du sud sauvage par Benh Zeitlin (metteur en scène) et Benh Zeitlin et Lucy Abilar (scénaristes)
- Avengers par Joss Whedon (metteur en scène) et Joss Whedon et Zak Penn (scénaristes)
- La Cabane dans les bois par Drew Goddard (metteur en scène) et Joss Whedon et Drew Goddard (scénaristes)
- Hunger Games par Gary Ross (metteur en scène) et Gary Ross, Suzanne Collins et Billy Ray (scénaristes)
- John Carter par Andrew Stanton (metteur en scène) et Michael Chabon, Mark Andrews et Andrew Stanton (scénaristes)
- Looper par Rian Johnson (metteur en scène) et Rian Johnson (scénariste)

#### 2013
Gravity par Alfonso Cuarón (metteur en scène) et Alfonso Cuarón, Jonás Cuarón et Rodrigo García (scénaristes)
- L'épisode Le Jour du Docteur de la série télévisée Doctor Who par Nick Hurran (metteur en scène) et Steven Moffat (scénariste)
- Europa Report par Sebastián Cordero (metteur en scène) et Philip Gelatt (scénariste)
- Her par Spike Jonze (metteur en scène et scénariste)
- Hunger Games : L'Embrasement par Francis Lawrence (metteur en scène) et Simon Beaufoy et Michael Arndt (scénaristes)
- Pacific Rim par Guillermo del Toro (metteur en scène) et Travis Beacham (en) et Guillermo del Toro (scénaristes)

#### 2014
Les Gardiens de la Galaxie par James Gunn (metteur en scène) et James Gunn et Nicole Periman (scénaristes)
- Birdman par Alejandro González Iñárritu (metteur en scène) et Alejandro González Iñárritu, Nicolás Giacobone, Alexander Dinelaris et Armando Bo (scénaristes)
- Captain America : Le Soldat de l'hiver par Anthony et Joe Russo (metteur en scène) et Christopher Markus et Stephen McFeely (scénaristes)
- Edge of Tomorrow par Doug Liman (metteur en scène) et Dante Harper, Joby Harold, Alex Kurtzman, Christopher McQuarrie et Roberto Orci (scénaristes)
- Interstellar par Christopher Nolan (metteur en scène) et Christopher Nolan et Jonathan Nolan (scénaristes)
- La Grande Aventure Lego par Phil Lord et Chris Miller (metteurs en scène et scénaristes)

#### 2015
Mad Max: Fury Road par George Miller (metteur en scène) et George Miller, Brendan McCarthy et Nick Lathouris (scénaristes)
- Ex Machina par Alex Garland (metteur en scène) et Glen Brunswick et Alex Garland (scénaristes)
- Vice-versa par Pete Docter et Ronnie del Carmen (metteurs en scène) et Pete Docter et Michael Arndt (scénaristes)
- L'épisode AKA Fais-moi un sourire de la série télévisée Jessica Jones par Scott Reynolds et Melissa Rosenberg (metteurs en scène) et Jamie King et Scott Reynolds (scénaristes)
- Seul sur Mars par Ridley Scott (metteur en scène) et Drew Goddard (scénariste)
- Star Wars, épisode VII : Le Réveil de la Force par J. J. Abrams (metteur en scène) et J. J. Abrams, Lawrence Kasdan et Michael Arndt (scénaristes)

#### 2016
Premier Contact par Denis Villeneuve (metteur en scène) et Eric Heisserer (scénariste)
- Doctor Strange par Scott Derrickson (metteur en scène) et Thomas Dean Donnelly, Joshua Oppenheimer et Jon Spaihts (scénaristes)
- Kubo et l'Armure magique par Travis Knight (metteur en scène) et Marc Haimes, Shannon Tindle (en) et Chris Butler (scénaristes)
- Rogue One: A Star Wars Story par Gareth Edwards et Chris Weitz et Tony Gilroy (scénaristes)
- L'épisode L'Esprit bicaméral de la série télévisée Westworld par Jonathan Nolan (metteur en scène) et Jonathan Nolan et Lisa Joy (scénaristes)
- Zootopie par Byron Howard, Rich Moore et Jared Bush (metteur en scène) et Jared Bush et Phil Johnston (scénaristes)

#### 2017
Get Out par Jordan Peele (metteur en scène et scénariste)
- L'épisode Le Pari de Michael de la série télévisée The Good Place par Michael Schur (metteur en scène et scénariste)
- Logan par James Mangold (metteur en scène) et Michael Green, David James Kelly et Scott Frank (scénaristes)
- La Forme de l'eau par Guillermo del Toro (metteur en scène) et Guillermo del Toro et Vanessa Taylor (scénaristes)
- Star Wars, épisode VIII : Les Derniers Jedi par Rian Johnson (metteur en scène et scénariste)
- Wonder Woman par Patty Jenkins (metteur en scène) et Allan Heinberg (scénariste)

#### 2018
Spider-Man: New Generation par Peter Ramsey, Bob Persichetti et Rodney Rothman (metteurs en scène) et Phil Lord et Rodney Rothman (scénaristes)
- Black Panther par Ryan Coogler (metteur en scène) et Joe Robert Cole (en) et Ryan Coogler (scénaristes)
- Dirty Computer par Janelle Monáe et Chuck Lightning
- L'épisode Jeremy Bearimy de la série télévisée The Good Place par Trent O'Donnell (en) (metteur en scène) et Megan Amram (scénariste)
- Sorry to Bother You par Boots Riley (metteur en scène et scénariste)
- Sans un bruit par John Krasinski (metteur en scène) et Scott Beck (en), John Krasinski et Bryan Woods (en) (scénaristes)

#### 2019
L'épisode Des temps difficiles de la série télévisée Good Omens par Douglas Mackinnon (en) (metteur en scène) et Neil Gaiman (scénariste)
- Avengers: Endgame par Anthony et Joe Russo (metteurs en scène) et Christopher Markus et Stephen McFeely (scénaristes)
- Captain Marvel par Anna Boden et Ryan Fleck (metteurs en scène) et Meg LeFauve, Nicole Perlman et Geneva Robertson-Dworet (scénaristes)
- L'épisode L'Enfant de la série télévisée The Mandalorian par Rick Famuyiwa (metteur en scène) et Jon Favreau (scénariste)
- L'épisode L'Issue de la série télévisée Poupée russe par Leslye Headland (metteur en scène) et Allison Silverman (scénariste)
- L'épisode Un dieu entre dans Abar de la série télévisée Watchmen par Nicole Kassell (metteur en scène) et  Jeff Jensen et Damon Lindelof (scénaristes)

### Années 2020
| Sommaire : | - Haut - 2020 - 2021 - 2022 - 2023 - 2024 |

#### 2020
L'épisode Quand vous êtes prêts de la série télévisée The Good Place par Michael Schur (scénariste et metteur en scène)
- Birds of Prey (et la fantabuleuse histoire de Harley Quinn) par Cathy Yan (metteur en scène) et Christina Hodson (scénariste)
- L'épisode Gaugamèles de la série télévisée The Expanse par Dan Nowak (metteur en scène) et Nick Gomez (scénariste)
- La première saison de la série télévisée Lovecraft Country créée par Misha Green
- L'épisode La Tragédie de la série télévisée The Mandalorian par Robert Rodriguez  (metteur en scène) et Jon Favreau (scénariste)
- The Old Guard par Gina Prince-Bythewood  (metteur en scène) et Greg Rucka (scénariste)

#### 2021
La mini-série télévisée WandaVision créée par Jac Schaeffer
- Encanto : La Fantastique Famille Madrigal par Byron Howard, Jared Bush et Charise Castro Smith (metteurs en scène) et Jared Bush et Charise Castro Smith (scénaristes)
- The Green Knight par David Lowery (metteur en scène et scénariste)
- La première saison de la série télévisée Loki créée par Michael Waldron
- Shang-Chi et la Légende des Dix Anneaux par Destin Daniel Cretton (metteur en scène) et Dave Callaham, Destin Daniel Cretton et Andrew Lanham (scénaristes)
- Space Sweepers par Jo Sung-hee (metteur en scène) et Jo Sung-hee et Mokan (scénaristes)
- La troisième saison de la série télévisée What We Do in the Shadows créée par Jemaine Clement

#### 2022
Everything Everywhere All at Once par Daniel Kwan et Daniel Scheinert (metteurs en scène et scénaristes)
- L'épisode Une seule issue de la série télévisée Andor par Toby Haynes (en) (metteur en scène) et Beau Willimon (scénariste)
- Nope par Jordan Peele (metteur en scène et scénariste)
- La première saison de la série télévisée Our Flag Means Death créée par David Jenkins (en)
- La première saison de la série télévisée Sandman créée par Allan Heinberg
- La première saison de la série télévisée Severance créée par Dan Erickson (en)

#### 2023
Barbie par Greta Gerwig (metteur en scène et scénariste) et Noah Baumbach (scénariste)
- Le Garçon et le Héron par Hayao Miyazaki (metteur en scène et scénariste)
- Donjons et Dragons : L'Honneur des voleurs par Jonathan Goldstein et John Francis Daley (metteurs en scène et scénaristes)
- L'épisode Longtemps… de la série télévisée The Last of Us par Peter Hoar (en) (metteur en scène) et Craig Mazin (scénariste)
- Nimona par Nick Bruno et Troy Quane (metteurs en scène) et Robert L. Baird et Lloyd Taylor (scénaristes)
- Spider-Man: Across the Spider-Verse par Kemp Powers, Joaquim Dos Santos (en) et Justin K. Thompson (metteurs en scène) et Phil Lord, Chris Miller et Dave Callaham (scénaristes)

#### 2024
Dune, deuxième partie par Denis Villeneuve (metteur en scène et scénariste) et Jon Spaihts (scénariste)
- L'épisode Œil et Cerveau Bulle de la série télévisée Doctor Who par Russell T Davies (metteur en scène) et Dylan Holmes Williams (en) (scénariste)
- I Saw the TV Glow par Jane Schoenbrun  (metteur en scène et scénariste)
- La première saison de la série télévisée Kaos créée par Charlie Covell
- La cinquième saison de la série télévisée Star Trek: Lower Decks créée par Mike McMahan (en)
- Wicked par Jon Chu (metteur en scène) et Winnie Holzman (en) et Dana Fox (en) (scénaristes)